# スコット・トゥロー

スコット・トゥロー

スコット・トゥロー（Scott Turow、1949年4月12日 - ）は、米国シカゴ生まれのリーガルサスペンス（リーガルスリラー）小説家、ノンフィクション作家で、法曹界でも活躍する現役の弁護士。元検事補。死刑廃止論者。「スコット・タロー」と表記する翻訳書もある。
日本では映画化された小説『推定無罪』が代表作と見なされ、国際的には六作の小説と二作のノンフィクションが25ヶ国以上で翻訳・出版され、あわせて2500万部以上出版されている人気作家である。
法律家としては、イリノイ州知事ジョージ・ライアンから死刑諮問委員に任命され、報告書（答申）を起草し、ライアン知事を死刑囚全員減刑、死刑制度一時停止宣言へと導く一翼を担った（2002年）。

## プロフィール
アマースト大学を1970年に卒業後、1971年に画家アネットと結婚。スタンフォード大学クリエイティブライティングセンター（大学院）の特別研究資格を得て、1972年まで創作を学び、1975年までスタンフォード大学で講師を務めた。
スタンフォード大学を退職して法曹界に転身を図ることにして、1975年にハーバード・ロー・スクールに入学。入学前に、ロー・スクールでの最初の１学年についてのノンフィクション著作を執筆･出版する契約を出版社と締結した。その著作が、 One L （日本語題『ハーヴァード・ロー・スクール わが試練の一年』）であり、同書は1977年に出版された。1978年、ハーバード・ロー・スクールを卒業しジュリス・ドクター(日本の法務博士に相当)を取得。同年、シカゴ地区連邦検察局検事補に採用され、1986年まで勤務する。検事補としては、州司法長官ウィリアム・スコット詐欺事件など著名な汚職事件を担当した。またシカゴで起きた法曹の賄賂や州判事の汚職で知られるオペレーショングレイロード事件などにも積極的な助言を行なっている。
連邦検察局在職中に執筆した Presumed Innocent （『推定無罪』）がベストセラーとなったのを契機に、検事補を退職して作家活動を開始した。
2005年現在、妻・三人の子どもの家庭を持ち、シカゴ郊外に在住している。

### 作家活動
ニューヨーク・タイムズの年間ベストセラー小説リスト (List of bestselling novels in the United States) によれば、 Presumed Innocent （『推定無罪』）が1987年に第7位、 The Burden of Proof （『立証責任』）が1990年に第3位、 Pleading Guilty （『有罪答弁』）が1993年に第8位、 Personal Injuries （『囮弁護士』）もベストセラー入りを果たしている。雑誌タイムは1990年6月11日付の表紙に取り上げ、「訴訟時代の詩人」と評した。
アラン・J・パクラ監督により1990年に映画化された『推定無罪』は、世界で2億ドル以上の興行収入を上げた。配役はハリソン・フォード、ブライアン・デネヒー、ラウル・ジュリア（『アダムス・ファミリー』）など。

### 法律家活動
作家活動開始後は、シカゴのソネンシャイン・ナス・ローゼンタール国際弁護士事務所のパートナー弁護士として、無料弁護（プロボノ）を引き受け、弁護活動に従事。ほとんどの時間は後述する二つの死刑事件についての再審に割いた。検事補時代の米国には死刑制度はなかったが、1988年に死刑が復活、1994年より広範に死刑が適用される事態となっている。学生・院生時代を通じトゥローは死刑制度が野蛮であると感じつつ、死刑に敢えて反対はしないものの、死刑制度が社会に対し良いことをもたらすと説明する術（すべ）を持てなかった。
再審の一つ目は1994年、死刑囚アレックス・ヘルナンデス (Alejandro Hernandez) の弁護人を受任し、検察官や警察官による証拠捏造、デュー・プロセス無視など数々の事実を暴いて冤罪を立証、1995年に確定判決を覆して無罪をかちとり、ヘルナンデスの11年におよぶ死刑囚生活に終止符をうたせ、釈放させる。この冤罪事件でトゥローは、検察官や警察官、そして陪審員が、誤った証拠を真に受け、さらに捜査官憲が証拠捏造にまで手を染める事実を学んだ。
二つ目に、強盗殺人事件ではあったが、当初は殺害の意図はなく、結果的に偶発的殺人におよんだ死刑囚クリス・トーマス (Christopher Thomas) の弁護人を1996年に受任している。犯行のタイミング、あるいは殺意を持ち続けたうえでの犯行と衝動的殺人との間に量刑の不均衡があると感じ、死刑を適用する基準に疑問を持ったからであった。この事件の受任中にトゥローは、人種・性別による量刑の不均衡や、事件によっては司法処理上の本質的ではない偶発的条件によって量刑が左右される現実を認識するに至った。死刑確定判決後、トゥローら弁護人は非常救済手段のための請願などで再審を働きかけた結果、レーク郡巡回裁判所は1999年12月、検察官がトーマスに不利となる証言を強制してトーマスの権利を侵害したと認定。トーマスの死刑判決を覆して、懲役100年に減刑する判決となった。受刑態度によってトーマスは、71歳で釈放される可能性がある。
州務長官であった共和党員ジョージ・ライアン (George H. Ryan) は1999年1月、イリノイ州知事に就任。ライアンはその後の在任期間中、中絶に対する補助金打切りに拒否権を行使したり、銃器所持反対を支持するなど、左寄りの路線を取ることになるが、知事選では死刑制度支持を強固に掲げて当選している。トゥローは知事選の際、選挙争点を検討し、名ばかりの民主党員は支持せず、ライアンを支持していた。
ライアンの在任中、イリノイ州では死刑事件で数多くの冤罪や量刑不当が発覚、その割合は三分の一に達すると推定され、同州を揺るがす大きな問題となった。そこでライアンは2000年1月、死刑執行の一時停止を宣言、同時に12名の法律家と1名の上院議員を含む14名で構成する死刑諮問委員会を設置。諮問委員会は85項目の勧告提案（うち90パーセントは委員会満場一致）を含む報告書（答申）を2002年4月15日知事に提出した。報告書はトゥローが起草している。その結果、ライアンは2003年1月、すべての死刑囚167名の減刑、あるいは無罪を理由に恩赦（釈放）を決定した。
トゥローは2年間の諮問委員としての活動によって、死刑廃止論者となった。諮問報告書提出後の2002年10月に、アレックス・ヘルナンデスの冤罪事件に着想を得た小説 Reversible errors （『死刑判決』）を出版。さらに2003年10月には、トゥローが死刑をめぐって、体験したこと、学んだこと、あるいはそれによって死刑に対する考え方の変遷してゆく過程を綴った Ultimate Punishment:A Lawyer's Reflections on Dealing with the Death Penalty （『極刑 死刑をめぐる一法律家の思索』岩波書店）を出版している。

## 著書

### 日本語訳書
- 1979年4月 『ハーヴァード・ロー・スクール わが試練の一年』（山室まりや訳）、早川書房、ISBN 4152051477  / ハヤカワ文庫:1985年4月 『ハーヴァード・ロー・スクール』、ISBN 4150501149
  - 日本語訳著者クレジット:スコット・タロー、原著:One L
- 1988年10月 『推定無罪 プリジュームド・イノセント』（上田公子訳）、文藝春秋、ISBN 4163104909 / 文春文庫:1991年2月 『推定無罪』、上:ISBN 4167527073、下:ISBN 4167527081
  - 原著:Presumed Innocent
- 1993年9月 『立証責任』（上田公子訳）、文藝春秋、上:ISBN 4163142509、下:ISBN 4163142606 / 文春文庫:1995年9月、上:ISBN 4167527219、下:ISBN 4167527227
  - 原著:The Burden of Proof
- 1995年6月 『有罪答弁』（上田公子訳）、文藝春秋、ISBN 4163155805 / 文春文庫:1997年6月、上:ISBN 4167527332、下:ISBN 4167527340
  - 原著:Pleading guilty
- 1997年6月 『われらが父たちの掟』（二宮磬訳）、文藝春秋、上:ISBN 4163169806、下:ISBN 4163169903 / 文春文庫:2001年12月、上:ISBN 416752791X、下:ISBN 4167527928
  - 原著:The laws of our fathers
- 2000年9月 『囮弁護士』（二宮磬訳）、文藝春秋、ISBN 4163195009 / 文春文庫:2004年11月、上:ISBN 4167661802、下:ISBN 4167661810
  - 原著:Personal Injuries
- 2004年10月 『死刑判決』（佐藤耕士訳、講談社文庫）、上:ISBN 4062748665、下:ISBN 4062748673
  - 原著:Reversible errors
- 2005年11月 『極刑 死刑をめぐる一法律家の思索』（指宿信、岩川直子・共訳）、岩波書店、ISBN 4000225456
  - 原著:Ultimate Punishment:A Lawyer's Reflections on Dealing with the Death Penalty, Farrar, Straus and Giroux, Oct 10 2003, ISBN 0374703191 / Pan MacMillan, Jan 2004, ISBN 0330426885 / Picador, Aug 2004, ISBN 031242373X
- 2012年9月 『無罪　INNOCENT』（二宮磬訳）、文藝春秋、ISBN 978-4163816708
  - 原著 Innocent, Grand Central Publishing, May 2011, ISBN 9780446562416

### 日本語訳未公刊
- 2005年11月 Ordinary Heroes, Farrar Straus & Giroux, ISBN 0374184216
- 2006年11月 Limitations, Picador USA/Farrar Straus and Giroux, November 2006, ISBN 0312426453 (Paperback), Center Point Large Print, December 2006, ISBN 1585478644 (Large Print)

### 公式サイト
- Scott Turow（英語）
- Scott Turow (scottturowbooks) - Facebook
- Scott Turow (@ScottTurow) - X（旧Twitter）

### リソースサイト
- Illinois Commission on Capital Punishment（英語。Executive Order, Commission Members, Commission Report）
- Scott Turow - IMDb（英語）
- The New York Times:Scott Turow（英語）

### 記事
- Texas Moratorium Network:Interview with Scott Turow（英語。2004年1月5日）
- Melbourne Indymedia:Ultimate Punishment（英語。2003年12月15日）
- San Francisco Chronicle:Fatal error Novelist Turow and journalist Cohen make the case against capital punishment（英語。2003年10月26日）
- USATODAY.com:Turow's 'Errors':A fight to the death penalty（英語。2002年11月12日）
- CommonWealthClub.org:Event Archive:Scott Turow（英語。2002年11月6日）
- San Francisco Chronicle:Love, other surprises in Turow's legal thriller（英語。2002年11月3日）
- MostlyFiction.com:Scott Turow（英語。Reviews, Bibliography, Links)
- The New York Times - Writers on Writing:An Odyssey That Started With 'Ulysses'（英語。1999年11月22日）